# Sabueso serbio tricolor
La Sabueso serbio tricolor (srpski trobojni gonič o trobojac) es una raza de perro de caza.
Su nombre originario era Sabueso yugoslavo tricolor, cambiando su nombre en 1991 tras la disolución de Yugoslavia.
La raza fue exhibida por primera vez en 1950, considerándose en principio una variante del Sabueso serbio, pero fue reconocida por la FCI como raza separada en 1961.
El serbio tricolor es un sabueso de tamaño medio-grande, que caza en jaurías de carrera, es decir, van buscando por libre para encontrar presas, en lugar de ir en grupo. Se utilizan en la caza de osos y caza mayor, así como para la búsqueda de zorros.

## Estándar
- Altura: Macho 45–55 cm. Hembra: 44–54 cm
- Peso: 20–25 kg
- Manto:Pelo corto, abundante, algo grueso, con manto interior bien desarrollado.
- Esperanza de vida: 12 años.